# 小行星185546
小行星185546（185546 Yushan），臨時編號2007 YU31，是一顆位於小行星帶的小行星。由就讀於廣州中山大學的中國天文愛好者葉泉志和台灣國立中央大學鹿林天文台的林啟生於2007年12月28日發現。
2009年7月14日以鹿林天文台在玉山國家公園範圍之內和感謝玉山國家公園管理處對鹿林天文台的幫助，命名為玉山（Yushan）。